# Virring (Skanderborg Kommune)
 For alternative betydninger, se Virring. (Se også artikler, som begynder med Virring)
Virring er en by i Østjylland med 1.162 indbyggere  (2024), beliggende 3 km vest for Solbjerg, 6 km sydøst for Stilling og 9 km øst for Skanderborg. Byen ligger i Skanderborg Kommune - tæt ved grænsen til Aarhus Kommune - og hører til Region Midtjylland.
Virring ligger i Fruering Sogn. Fruering Kirke ligger i Fruering 3 km vest for Virring.
I byen findes supermarked, frisørsalon, Virring Skole og børnehus og et mindre industrikvarter. Byen har en større bypark ved navn "Virring Engen".
Virring er en by i udvikling, og de sidste seneste år har der været store udstykninger, og der er flere på vej.
Fra Virring findes busforbindelser til Skanderborg, Aarhus, Horsens og Vejle.

## Historie
Virring blev første gang nævnt i 1311: Werringh. Endelsen -inge.
Virring landsby bestod i 1682 af 9 gårde. Det samlede dyrkede areal udgjorde 499,8 tønder land skyldsat til 68,04 tønder hartkorn. Dyrkningsformen var firevangsbrug (omdrift 2/2).
Virring var en landsby i Skanderborg Rytterdistrikt.
Virring blev udskiftet i 1779.
I Virring lå Fruering-Vitved Sparekasse, der blev grundlagt i 1871. I 2011 blev den med sine 1300 kunder lagt sammen med den nu nedlagte Østjydsk Bank, som dog kun beholdt filialen til 30. juni 2013, hvor den blev lagt sammen med filialen i Skanderborg.
Omkring århundredeskiftet omfattede Virring Nedergaarde, Lille-Virring og Virring-Hede — med 2 skoler og forsamlingshus (opført 1896), andelsmejeri og mølle.